# A Rainha da Vida
A Rainha da Vida foi uma minissérie exibida pela Rede Manchete entre 16 de novembro e 4 de dezembro de 1987, no horário das 22h30.
Foi escrita por Wilson Aguiar Filho e Leila Miccolis e teve direção de Wálter Campos.

## Sinopse
A história de uma mulher forte: Antônia Fidalgo, ou Jurema Matos, no início da trama. Jurema, de origem humilde, foi criada numa grande fazenda juntamente com Vítor Correia e Carlos Valadares, cujo pai era o dono da fazenda. Os três eram muito unidos e passaram a infância juntos. Só na adolescência começou a nascer a rivalidade entre Carlos e Vítor, por causa de Jurema. Carlos era um homem prático, rico, imediatista. Vítor era sonhador, romântico, visionário. Mas Jurema cada dia tornava-se mais bonita e não se decidia por nenhum dos dois. Vendo em Carlos um melhor partido para a filha, Rui Matos, pai de Jurema, começa a pressioná-la para que se decida. O destino vai ajudá-lo: Vítor se liga a um grupo de frades dominicanos, que combate a ditadura e parte para São Paulo. O tempo passa e Vítor não manda notícias. Jurema, então, sentindo-se abandonada e com as insistentes declarações de amor de Carlos, decide-se e casa com ele. Um ano após o casamento eles têm um filho, a quem dão o nome de André. Carlos começou a mostrar um lado que Jurema desconhecia: arrogante, prepotente, autoritário. Quando André completa dois anos, Vítor aparece, fugindo da repressão com um amigo. Jurema resolve dar-lhe cobertura e instala Vítor e seu amigo em uma chácara nos arredores de Fortaleza. Uma ou duas vezes na semana, Jurema ia visitá-los levando provisões e notícias. Carlos descobre tudo e pensa que Jurema e Vítor são amantes. Resolvido a arruinar a vida dos supostos amantes, Carlos entrega Vítor à Policia Federal e expulsa Jurema da fazenda, com a promessa de que nunca mais veria seu filho. Jurema vai embora. A princípio, fica no Rio de Janeiro com uns amigos; logo em seguida, viaja para a Itália, onde, depois de muito batalhar, consegue tudo o que a fama e o dinheiro podem proporcionar. Nesta fase, ela já trocou seu nome e chama-se Antônia Fidalgo. Passados muitos anos, Carlos faz um voo para uma de suas fazendas, quando o avião explode. No testamento, um fato curioso: toda sua fortuna fica para a ex-esposa, com a condição de que ela volte e se estabeleça na fazenda, dando um lar para o filho. Com sua volta, Antônia vai provocar muito ódio, enfrentar situações difíceis, até que encontra seu caminho, ao lado do psicanalista Júlio.

## Produção
Trazendo nos papéis principais uma dobradinha cearense, Raimundo Fagner e Florinda Bolkan, A Rainha da Vida foi inspirada em parte na vida de Florinda Bolkan (a personagem Antônia Fidalgo, que deixa o Ceará partindo para Roma, e retornado anos depois já rica e famosa atriz de cinema). A minissérie abordou também as desigualdades sociais, políticas e econômicas do sertão nordestino nos tempos do coronelismo.
Já Fagner, além de ator - e incorporar Vítor, um padre progressista -, é o produtor da trilha sonora, que tem como tema principal a música À Sombra de um Vulcão. "Minha música nesta trilha é um agradecimento à própria vida, que fez da minha amiga Florinda uma verdadeira majestade, rainha da vida". Assim disse Fagner.
A ideia de fazer a minissérie surgiu de uma visita de Florinda Bolkan a Fagner antes de seu retorno a Roma. "Fagner estava tocando uma música linda - recorda Bolkan - e pensei em voz alta: 'Feliz o artista que atuar numa produção que tenha esta música como trilha sonora'. Pronto: A Rainha da Vida começou a nascer."

## Elenco
- Florinda Bolkan - Antônia Fidalgo / Jurema Matos
- André Di Mauro - André (filho de Jurema e Carlos)
- Nuno Leal Maia - Júlio
- Jorge Dória - Carlos Valadares
- Ângela Leal - Stefânia Valadares (itmã de Carlos)
- Fernando Amaral - Cardoso Valadares (marido de Stefânia)
- Raimundo Fagner - Padre Vitor
- Valéria Pimentel - Patrícia
- Débora Duarte - Estela (ex-mulher de Júlio)
- Marilu Bueno - Edna Fidalgo (irmã de Antônia)
- Odilon Wagner - Amadeu (amigo de Antônia)
- Suely Franco - Hilda
- Tony Ferreira - advogado de Carlos
- Celso Farias - advogado de Antônia
- Cláudio Gaya - Dondon (mordomo)
- Maurício do Valle - Geraldo (capanga de Carlos)